# Confissão de Fé de New Hampshire
A Confissão de Fé de New Hampshire ou Confissão de Fé Batista de New Hampshire é uma Confissão de Fé adotada inicialmente em 1833 por Batistas nos Estados Unidos. Possui um caratér calvinista ou reformado, além de batista.

## História
Em 1833, batistas nos Estados Unidos concordaram com uma confissão de fé em torno da qual poderiam organizar uma sociedade missionária sob a Convenção Trienal. A Confissão de Fé de New Hampshire foi redigida pelo reverendo John Newton Brown, de New Hampshire, e foi adotada pela Convenção Batista de New Hampshire. Foi amplamente aceita pelos batistas, especialmente nos estados do norte e do oeste, como uma declaração clara e concisa de sua fé. Eles o consideravam em harmonia, mas de forma mais branda, com as doutrinas das antigas confissões, que expressavam as crenças batistas calvinistas que existiam na época.
A Confissão foi mais tarde adotada como os artigos de fé para o seminário que é agora conhecido como Seminário Teológico Batista do Sudoeste de Fort Worth, Texas. B.H. Carroll e Calvin Goodspeed do seminário proferiram uma série de palestras sobre a Confissão em algum momento entre 1905 e 1909. Seus artigos foram publicados como "Um Comentário sobre a Confissão de Fé de New Hampshire".

## Características
A Confissão de Fé de New Hampshire é mais concisa do que a Confissão de Fé de Londres de 1689, embora também seja calvinista em sua teologia.

## No Brasil
As primeiras igrejas batistas plantadas no Brasil adotaram a Confissão de Fé de New Hampshire como sua declaração de fé. A Confissão de New Hampshire foi também utilizada pela Convenção Batista Brasileira de 1920 até 1986, quando foi substituída pela “Declaração Doutrinária”.